# 阿塔·馬里克·志費尼
阿塔·馬里克·志費尼（波斯語：‎，羅馬化：Atâ-Malek Juvayni，1226年—1283年3月5日），十三世紀伊朗歷史家和政治家。

## 生平
阿塔·馬里克·志費尼出生於波斯東部呼羅珊的志費因。他的祖父和父親巴哈·丁曾分別擔任花剌子模沙札蘭丁和伊兒汗旭烈兀的財政部長。
贵由汗时代，他的直接上司阿兒渾阿加上任，他監督包括格鲁吉亚王国在內的大片地區，志費尼也成為帝國的重要官員。他兩次訪問了蒙古帝國的首都哈拉和林，一次這樣的訪問就開始了他對蒙古人征服的歷史的研究（約在1252-53年）。蒙哥汗即位後，他於1256年参加蒙古军在阿剌模忒堡的行动，負責保存其著名圖書館。他還曾在1258年巴格達被攻陷時陪同旭烈兀，並於次年被任命為巴格達、下美索不達米亞和胡齊斯坦的總督。大約在1282年，志費尼參加了在凡湖東北阿拉-特克牧場舉行的庫里爾台大會。1283年3月5日，他死於阿塞拜疆的穆甘。
阿塔·馬里克的兄弟沙姆丁也曾在旭烈兀和阿八哈汗手下擔任財政部長，本身是一位經驗豐富的領袖，也很有影響力。他的妻子科沙克（Khoshak）是格魯吉亞貴族阿瓦格·姆哈格德茲利和後來成為格魯吉亞女王的格凡萨的女儿。
阿塔·馬里克在宮廷的地位使他得到一般史家無法獲得的史料，出於未知的原因，他的紀錄於1260年代中止。